# エンゴロ・カンテ
エンゴロ・カンテ（N'Golo Kanté、1991年3月29日 - ）は、フランス・パリ出身のサッカー選手。サウジ・プロフェッショナルリーグ・アル・イテハド所属。フランス代表。ポジションはミッドフィールダー。

## クラブ経歴

### ブローニュ
10歳の時に教師に勧められサッカーを始め、2001年に入団したシュレンヌのユースで9年間を過ごした。2010年にブローニュのユースへ移籍。2012年5月18日に行われたリーグ・ドゥのASモナコ戦でトップチームデビューを果たしたが、クラブはシーズンを19位で終えたため、フランス全国選手権（3部）への降格を余儀なくされた。2012-13シーズンには主力選手として37試合3得点を記録し、評価を高めた。

### カーン
2013年にリーグ・ドゥに所属していたカーンへ移籍。2013-14シーズンには38試合に出場し2得点を挙げ、カーンのリーグ・アン昇格に貢献した。

### レスター・シティ
2015-16シーズン開幕を控える、2015年8月3日にレスター・シティへ移籍が決定し、4年契約を結んだ。移籍金額は公表されていないが、800万ユーロと報じられた。2015年11月7日にキング・パワー・スタジアムで行われ、2-1で勝利したワトフォード戦でプレミアリーグ初ゴールを記録した。カンテは多くのタックル数やインターセプト数を記録し、レスター・シティにおける安定した活躍は多くの解説者から称賛され、2015-16シーズンのレスターのプレミアリーグ初優勝の要因の一つであると考えられた。また活躍が認められ、プレミアリーグの年間ベスト11に選ばれた。

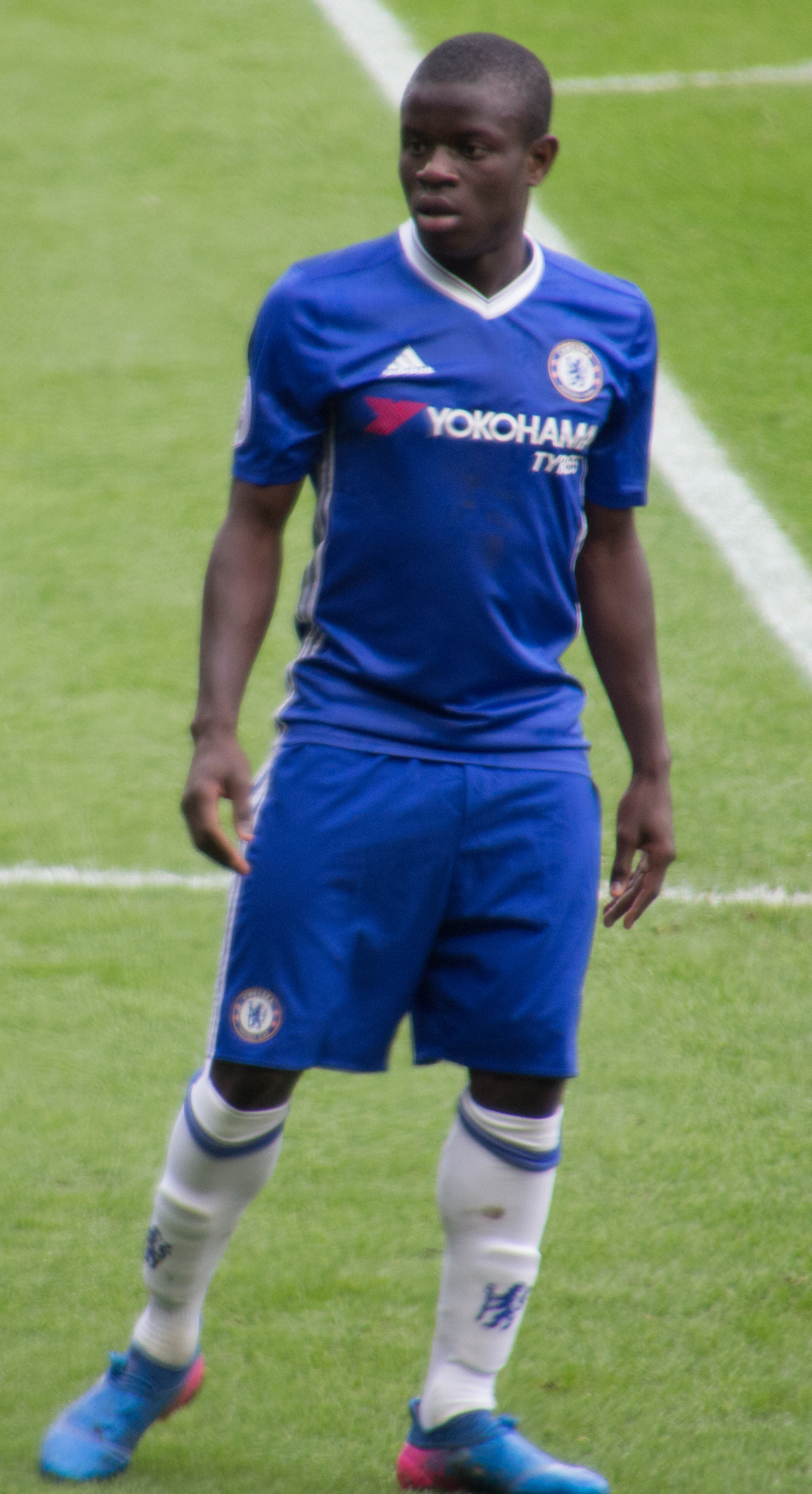
チェルシーFCでのカンテ（2017年）

### チェルシー
2016年7月16日、チェルシーに5年契約で完全移籍することが発表された。移籍金は約3200万ポンド（約44億3000万円）とされている。古巣レスターとの初の試合ではマン・オブ・ザ・マッチに選ばれる活躍を見せ、10月23日のマンチェスターユナイテッド戦にてチェルシーでの初ゴールを決めた。2017年4月には、2年連続のプレミアリーグの年間ベスト11に選出され、PFAの年間最優秀選手賞、FWA年間最優秀選手賞をダブル受賞する程の活躍をみせ、チェルシーの2年ぶりとなるリーグ優勝に貢献した。なお、カンテにとっては移籍を挟んで別チームでの2年連続プレミアリーグ優勝となった。2018-19シーズンは、新監督マウリツィオ・サッリの戦術により、アンカーのポジションにはパスの捌きが特徴である新加入のジョルジーニョが据えられたため、カンテはマテオ・コヴァチッチやロス・バークリーと組んで1列前のポジションで起用されることとなった。プレミアリーグ開幕戦となったハダースフィールド戦ではチェルシーのシーズン初の得点となる先制ゴールを決め、開幕戦の勝利を助けた。慣れない新ポジションでのプレーとなったが、リーグ戦通算36試合に出場し、4得点を記録した。またUEFAヨーロッパリーグ優勝に貢献し、ヨーロッパリーグ優秀選手賞にも選ばれた。2019-20シーズン、9月22日リヴァプール戦で決めたゴールが月間最優秀ゴールにノミネートされた。11月23日のマンチェスター・シティ戦でチェルシーでの150試合出場を達成、ゴールも決めたが、試合には敗れた。
2020-21シーズン、UEFAチャンピオンズリーグ決勝のマンチェスター・シティFC戦では攻守に渡りMVP級の活躍で優勝に貢献した、また準決勝のレアル・マドリードとの2戦、決勝で3試合連続となるMOMに選出された。上記の活躍により、2021年のバロンドール投票結果で5位となった。
2021-22シーズン、第12節古巣レスター戦でドリブルで切り込み左足でミドルシュートを決めた。チームは序盤は首位を走っていたが、怪我人の続出やコロナ陽性者多数、ウクライナ問題など苦しんだが3位に貢献。FAカップ、カラバオカップともにリヴァプールにPK戦で敗退したがチームの準優勝に貢献した。クラブワールドカップでは優勝に貢献し、クラブは初の世界一に輝いた。昨シーズンはゴールはなかったがこのシーズンは攻撃参加が増え、2ゴール4アシストを記録した。
2023-23シーズン、第2節のトッテナムとのロンドンダービーでハムストリングを負傷し、復帰したが練習で再度負傷。手術の影響で全治4ヶ月となり2ヶ月後に控えていたカタールワールドカップを欠場することが決まった。

### アル・イテハド
2023年6月21日、サウジ・プロフェッショナルリーグのアル・イテハドにフリーで加入した。

## 代表経歴
アンダー世代ではフランス代表、マリ代表ともに招集された経験はなかったが、レスターでの活躍が認められ、ディディエ・デシャン監督によって2016年3月にフランス代表に初招集。2016年3月25日に行われたオランダ戦で代表デビューを果たし、4日後の3月29日に行われたロシア戦で代表初得点を記録した。UEFA EURO 2016に出場、決勝ではベンチとなり出場機会は無かった。
2018 FIFAワールドカップロシア大会にも出場、全試合に出場し、決勝のクロアチア戦では、前半途中にイエローカードを受け、更に体調不良やルカ・モドリッチとのマッチアップに苦慮した影響で後半途中交代となったが、大会中、インターセプトの本数、ボールリカバリーの本数などで出場選手中1位になるなど、フランスのワールドカップ優勝に大きく貢献した。
前述のようにハムストリングを負傷し、2022 FIFAワールドカップカタール大会を欠場した。
2024年5月、UEFA EURO 2024に出場するフランス代表メンバーに選出された。2022年6月以来2年ぶりの代表復帰となった。グループリーグ初戦から先発で起用されると、2試合連続でプレーヤーオブザマッチに選出された。ラウンド16のベルギーとの対戦ではコロ・ムアニに鋭いパスを供給し、そこから決勝点となった相手のオウンゴールが生まれた。

## 人物・プレースタイル
- ピッチの広範囲をカバーする圧倒的な運動量を持ち、90分間走っても質が落ちない体力を持つ。DFではない上に体格も小柄であるが、ボール奪取能力に非常に長けておりカウンター攻撃の起点となる[36]。
- フランク・ランパードはカンテを「彼とは誰も対戦したがらないだろう。プライスレスの存在だ」と語り、「彼が優れているのは、世界最高のボール奪取能力だ。予測能力、距離を詰めていくスピード、ボールを奪い返すためのエリアを残す能力を持っている」と称賛しているが、「問題点を挙げるとすれば・・・彼が練習でハードワークし過ぎる事だよ(笑)。監督として彼の練習量を抑えるのはちょっと大変な作業だった。すこし目を離すとグラウンドの反対側で勝手にロングランし始めてしまうので、引き戻して止めさせなければいけなかった」とその勤勉な姿をロンドンのフリーペーパー「メトロ」の取材で述べている[37]。
- 非常にシャイな性格で、2018ワールドカップの優勝セレモニーでは自分からトロフィーを触りに行くことが出来なかった[38]。
- プロサッカー選手になる以前は会計士の勉強もしていた[39]。
- 11歳の時に父親を、2018年のロシアW杯開幕前に兄を亡くしている[40]。
- ブローニュ在籍時、クラブの練習にはスクーターか徒歩で通っていた[41]。
- レスター・シティに移籍し、練習場への足として必要となったためカンテは大衆車であるミニ・クーパーを購入した[42]。その後チェルシーに移籍し高給となって以後もカンテはそのままミニ・クーパーに乗り続け、2018年1月には試合会場であるスタンフォード・ブリッジに行く途中に車を擦ってしまい、左の前輪がへこんだ[43]。二日後、練習場に修理せず破損したままで運転してきたエピソードもある。カンテの影響を受け当時のチームメイト、エデン・アザールもミニ・クーパーを購入した[44]。
- 乗ってきた電車の遅延などで[45]練習への遅刻が多く、マウリツィオ・サッリ監督時代にはチーム内で最も罰金が多かったとチームメイトが明かしている[46]。

## 個人成績
2023年6月21日現在
| クラブ         | シーズン       | リーグ             | リーグ戦 | リーグ戦 | カップ戦 | カップ戦 | リーグ杯 | リーグ杯 | UEFA | UEFA | その他 | その他 | 合計 | 合計 |
| クラブ         | シーズン       | リーグ             | 出場     | 得点     | 出場     | 得点     | 出場     | 得点     | 出場 | 得点 | 出場   | 得点   | 出場 | 得点 |
| -------------- | -------------- | ------------------ | -------- | -------- | -------- | -------- | -------- | -------- | ---- | ---- | ------ | ------ | ---- | ---- |
| ブローニュ     | 2011-12        | リーグ・ドゥ       | 1        | 0        | 0        | 0        | 0        | 0        | -    | -    | 0      | 0      | 1    | 0    |
| ブローニュ     | 2012-13        | フランス全国選手権 | 37       | 3        | 2        | 1        | 0        | 0        | -    | -    | 0      | 0      | 39   | 4    |
| ブローニュ     | クラブ通算     | クラブ通算         | 38       | 3        | 2        | 1        | 0        | 0        | -    | -    | 0      | 0      | 40   | 4    |
| カーン         | 2013-14        | リーグ・ドゥ       | 38       | 2        | 4        | 1        | 1        | 0        | -    | -    | 0      | 0      | 43   | 3    |
| カーン         | 2014-15        | リーグ・アン       | 37       | 2        | 1        | 1        | 1        | 0        | -    | -    | 0      | 0      | 39   | 3    |
| カーン         | クラブ通算     | クラブ通算         | 75       | 4        | 5        | 2        | 2        | 0        | -    | -    | 0      | 0      | 82   | 6    |
| レスター       | 2015-16        | プレミアリーグ     | 37       | 1        | 1        | 0        | 2        | 0        | -    | -    | 0      | 0      | 40   | 1    |
| レスター       | クラブ通算     | クラブ通算         | 37       | 1        | 1        | 0        | 2        | 0        | -    | -    | 0      | 0      | 40   | 1    |
| チェルシー     | 2016-17        | プレミアリーグ     | 35       | 1        | 5        | 1        | 1        | 0        | -    | -    | -      | -      | 41   | 2    |
| チェルシー     | 2017-18        | プレミアリーグ     | 34       | 1        | 5        | 0        | 2        | 0        | 6    | 0    | 1      | 0      | 48   | 1    |
| チェルシー     | 2018-19        | プレミアリーグ     | 36       | 4        | 2        | 0        | 5        | 1        | 10   | 0    | 0      | 0      | 53   | 5    |
| チェルシー     | 2019-20        | プレミアリーグ     | 22       | 3        | 1        | 0        | 0        | 0        | 4    | 0    | 1      | 0      | 28   | 3    |
| チェルシー     | 2020-21        | プレミアリーグ     | 30       | 0        | 4        | 0        | 1        | 0        | 13   | 0    | -      | -      | 48   | 0    |
| チェルシー     | 2021-22        | プレミアリーグ     | 26       | 2        | 3        | 0        | 4        | 0        | 7    | 0    | 2      | 0      | 42   | 2    |
| チェルシー     | 2022-23        | プレミアリーグ     | 7        | 0        | 0        | 0        | 0        | 0        | 2    | 0    | -      | -      | 9    | 0    |
| チェルシー     | クラブ通算     | クラブ通算         | 190      | 11       | 20       | 1        | 13       | 1        | 42   | 0    | 4      | 0      | 269  | 13   |
| アル・イテハド | 2023-2024      | SPL                |          |          |          |          |          |          | -    | -    |        |        |      |      |
| キャリア総通算 | キャリア総通算 | キャリア総通算     | 340      | 19       | 28       | 4        | 17       | 1        | 42   | 0    | 4      | 0      | 431  | 24   |

1. ↑  FAコミュニティ・シールド
2. ↑  UEFAスーパーカップ
3. ↑  UEFAスーパーカップ1試合を含む
4. ↑  FIFAクラブワールドカップ

## 代表歴

### 出場大会
- フランス代表
  - 2016年 - UEFA EURO 2016（準優勝）
  - 2018年 - 2018 FIFAワールドカップ（優勝）
  - 2018年 - UEFAネーションズリーグ2018-19
  - 2021年 - UEFA EURO 2020 (ベスト16)
  - 2024年 - UEFA EURO 2024 (ベスト4)

### 試合数
- 国際Aマッチ 64試合 2得点（2016年-）[49]

| フランス代表 | 国際Aマッチ | 国際Aマッチ |
| 年           | 出場        | 得点        |
| ------------ | ----------- | ----------- |
| 2016         | 13          | 1           |
| 2017         | 7           | 0           |
| 2018         | 16          | 0           |
| 2019         | 3           | 0           |
| 2020         | 5           | 1           |
| 2021         | 7           | 0           |
| 2022         | 2           | 0           |
| 2023         | 0           | 0           |
| 2024         | 11          | 0           |
| 通算         | 64          | 2           |

### 得点
| # | 開催日         | 開催地                                | 対戦国     | スコア | 結果 | 大会                              |
| - | -------------- | ------------------------------------- | ---------- | ------ | ---- | --------------------------------- |
| 1 | 2016年3月25日  | アムステルダム アムステルダム・アレナ | ロシア     | 1–0    | 4–2  | 国際Aマッチ                       |
| 2 | 2020年11月14日 | リスボン エスタディオ・ダ・ルス       | ポルトガル | 1–0    | 1–0  | UEFAネーションズリーグ 2020-21 GL |

## 獲得タイトル

### チーム
レスター・シティFC
- プレミアリーグ：2015-16

チェルシーFC
- プレミアリーグ：2016-17
- FAカップ：2017-18
- UEFAヨーロッパリーグ：2018-19
- UEFAチャンピオンズリーグ : 2020-21
- UEFAスーパーカップ: 2021
- FIFAクラブワールドカップ : 2022

### 代表
- FIFAワールドカップ : 2018

### 個人
- PFA年間ベストイレブン：2回（2015-16、2016-17）
- PFA年間最優秀選手賞：2016-17
- FWA年間最優秀選手賞：2016-17
- プレミアリーグ最優秀選手賞：2016-17
- フランス年間最優秀選手賞：2017
- 海外年間最優秀フランス人選手賞：2回（2017、2018）
- FIFA/FIFProワールドイレブン：2018
- UEFAヨーロッパリーグ優秀選手賞　2018-19
- UEFAチャンピオンズリーグ最優秀MF賞 : 2020-21
- UEFAチャンピオンズリーグチームオブザシーズン : 2020-21